# Vegadeo
Vegadeo è un comune spagnolo di 4 240 abitanti situato nella zona nordoccidentale della penisola iberica, nella comunità autonoma delle Asturie, capoluogo della comarca della Mariña. Nel comune si parla l'eonaviego, variante galiziana con tratti asturiani.
l territorio comunale è diviso in 7 parrocchie: Abres, Guiar, Mecedo, Paramias, Besedo, Pintón e Vegadeo.
Diversi sono i borghi sparsi.
Il capoluogo Vegadeo, che dà il nome al comune, si trova alla confluenza del fiume Suarón nel fiume Eo e gli spazi utilizzati per lo sviluppo edilizio della cittadina si sono ottenuti bonificando i terreni paludosi marittimo-fluviali vicini alla foce dell'Eo il cui estuario forma la ria omonima (ria è la caratteristica foce dei fiumi galiziani e asturiani a forma di fiordo che si incunea nella terraferma). Per questa sua posizione Vegadeo è sotto la minaccia di inondazioni quando le piogge gonfiano i due fiumi e si è in alta marea. Particolarmente disastrosa fu quella avvenuta nel 1969.
L'economia si basa sull'agricoltura, sullo sfruttamento forestale, sul commercio e i servizi. Le autorità locali intendono rafforzare il turismo, per il quale esistono già attrezzature alberghiere e case per vacanze.
L'etimologia del nome si deve alla composizione del termine vega, campagna, pianura fertile, valle, con il termine Eo. Quindi Vegadeo vuol dire "pianura del fiume Eo". Nel medioevo la località si chiamò Vega de Ribadeo, essendo Ribadeo un centro vicino e, in asturiano Veiga d'Eo o anche popolarmente solo La Veiga.

## Storia
I ritrovamenti archeologici nella zona dimostrano che la prima presenza umana risale al Neolitico e i primi insediamenti furono prima di tribù Astur e poi celtiche. Nell'epoca di cultura castrense, di cui si hanno nella zona numerose testimonianze, le popolazioni vissero in pace e in una certa floridezza con i colonizzatori romani che sfruttavano i giacimenti auriferi della zona.
Per avere i primi documenti storici però occorre partire dalle Cortes di Salamanca sotto la direzione di Alfonso VII in cui fu decisa la donazione a Martino, vescovo di Oviedo, delle terre della vega di Ribadeo. Nel 1280 nacque il comune di Castropol che comprese anche queste terre i cui abitanti non gradirono questa dipendenza, protestarono con il vescovo che concesse la creazione di un consiglio della Vega de Ribadeo che si riuniva a Pinton. La piena indipendenza e l'autonomia giunsero però soltanto nel 1836 quando si operò una riforma amministrativa del regno di Spagna e nel 1851 si creò il comune di Vega de Ribadeo con capoluogo la località di Vegadeo, dove nello stesso anno si costruì la sede comunale e nel 1854 la chiesa parrocchiale. Nel 1916 un decreto reale mutò il nome del comune Vega de Ribadeo nell'attuale Vegadeo. Nel frattempo era iniziata una modesta industrializzazione con l'impianto nel 1810 durante la guerra d'indipendenza spagnola di una fabbrica d'armi.
Il XX secolo cominciò con la crescita dell'attività commerciale del porto vegadense e l'aumento della popolazione del comune, oggi residente per il 60% nel capoluogo e per il resto nelle altre parrocchie e in altri piccoli borghi.

## Monumenti e luoghi d'interesse
Il comune non si distingue per varietà di monumenti notevoli, da ricordare sono la bellezza naturale del territorio e il suo buon clima. Edifici notevoli sono l'Ayuntamiento costruito nel 1851, la Iglesia parroquial di Vegadeo del 1854, la Iglesia de N.tra S.ra de Covadonga del XVII secolo e la Iglesia di Santiago ad Abres del XV secolo, ricordo del passaggio per questa località del Camino de Santiago.
Inoltre: la casa de la Ruia, il Palacio Valledoro del XVIII secolo e la casa Villamil della fine del XIX secolo.
Per quanto riguarda le bellezze naturali va considerata l'esistenza del Parque Natural Parcial de la ria del Eo.

## Feste
Oltre alle feste per la Settimana Santa, a Pasqua e alle feste patronali delle diverse parrocchie, a quelle del Carnavales e del Corpus nel giorno del Corpus Domini, comuni a tutti i centri spagnoli, vanno menzionate la Feria del ganado, fiera e festa del bestiame d'allevamento il 14 agosto e, ai primi di giugno, le Ferias de Nuestras in cui sono esposti e commercializzati i prodotti locali e le macchine per l'agricoltura. Anche per queste fiere c'è un contorno di feste, di folclore e di manifestazioni sportive.
Dall'estate del 2007 si tiena il Concurso Festival de Musica in cui si avvicendano gruppi di musica leggera.